# Alousianos
Alousianos ou Alousiane (en bulgare : Алусиан, en grec byzantin :  Ἀλουσιάνος) est un noble bulgare et byzantin, qui se fait nommer tsar de la Bulgarie en 1041.

## Biographie
Alousiane est le deuxième fils de l'empereur Ivan Vladislav qui a régné sur le Premier Empire bulgare entre 1015 et 1018, date à laquelle il est annexé de force par Basile II au terme d'une longue guerre.

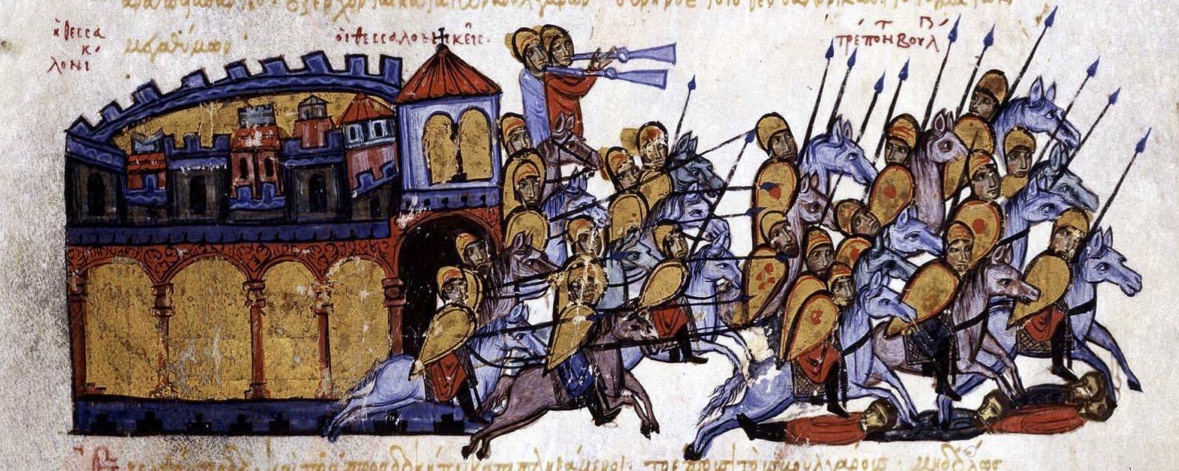
Fuite de l'armée d'Alousiane devant Thessalonique en 1040. Chronique de Skylitzès de Madrid.

Au sein de l'Empire byzantin, Alousiane est un membre de l'aristocratie et devient gouverneur (stratège) du thème de Théodosioupolis, sur la frontière orientale de l'Empire. Il accroît sa fortune en épousant la fille d'une riche famille arménienne. Néanmoins, à la fin des années 1030, il tombe en disgrâce auprès de Michel IV le Paphlagonien (1034-1041) et de son frère, le puissant parakimomène Jean l'Orphanotrophe. Alousiane est dépossédé de certaines de ses propriétés et condamné à une lourde amende pour des méfaits supposés.

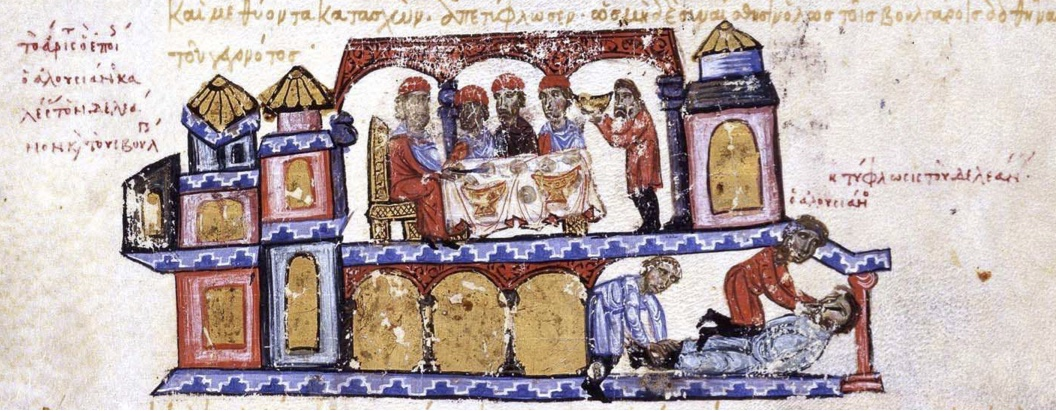
Alousiane fait aveugler Pierre Deljan lors d'un banquet. Manuscrit de Sklylitzès de Madrid.

Quand il apprend les succès d'une rébellion menée par un de ses cousins, Pierre Deljan, en 1040, Alousiane le rejoint et est accueilli chaleureusement par Pierre qui lui confie une armée avec laquelle il attaque Thessalonique. Néanmoins, il ne peut prendre la cité et l'armée bulgare est vaincue ; Alousiane parvient tout juste à s'enfuir pour rejoindre Ostrovo[Lequel ?].
Au cours d'une nuit de 1041, Alousiane profite d'un dîner lors duquel Pierre est saoul pour lui couper le nez et l'aveugler à l'aide d'un couteau. Se proclamant héritier du tsar Samuel Ier de Bulgarie (997-1014), est rapidement proclamé empereur par les soldats présents. Cependant, il semble vouloir retrouver la faveur des Byzantins et, alors que les deux armées se préparent pour le combat, il déserte et livre aux troupes impériales Pierre Deljan. En retour, ses terres et sa fortune lui sont rendues et il est élevé au rang de magistros, le même que celui conféré à deux anciens empereurs bulgares déposés : Boris II en 971 et Pressiyan II en 1018. 
Ce qu'il advient d'Alousiane par la suite nous est inconnu mais sa famille, les Alousianoi, reste une lignée de l'aristocratie byzantine jusqu'au XIVe siècle.

## Famille
Il se marie avec une noble arménienne issue du thème de Charsianon. Trois enfants leur sont connus :
- Basile, devenu général et gouverneur d'Édesse ;
- Samuel, lui aussi général dans le thème des Arméniaques ;
- une fille dont le nom n'est pas connu (peut-être Anne) et qui est la première épouse du futur empereur Romain IV Diogène.

## Sources
- (en) Alexander Kazhdan (dir.), Oxford Dictionary of Byzantium, New York et Oxford, Oxford University Press, 1991, 1re éd., 3 tom. (ISBN 978-0-19-504652-6 et 0-19-504652-8, LCCN 90023208).